# Serious Sixteen
Serious Sixteen è un cortometraggio muto del 1910 diretto da David W. Griffith.
Fu il primo degli ottantasei film che Mabel Van Buren avrebbe girato nella sua carriera.

## Produzione
Il film fu prodotto dalla Biograph Company, venne girato al Delaware Water Gap, nel New Jersey.

## Distribuzione
Distribuito dalla Biograph Company, il film - un cortometraggio in 163 metri - uscì nelle sale cinematografiche statunitensi il 21 luglio 1910. Nelle proiezioni, veniva programmato con il sistema dello split reel, accorpato in un'unica bobina con un altro cortometraggio, As the Bells Rang Out!.